# Logia Blasco Ibáñez
La Logia Blasco Ibáñez es una logia masónica irregular de la Comunidad Valenciana. Está federada al Gran Oriente de Francia con el número 5.169, que trabaja principalmente con el Rito Francés, que tiene la característica de ser un rito masónico laico.

## Historia

### Fundación y represión
La logia Blasco Ibáñez fue inaugurada en mayo de 1930, solo dos años después de la muerte de Vicente Blasco Ibáñez del que tomó su nombre. El acto ocurrió en la sede de la logia del renombrado escritor llamada "Acacia", en los locales del Gran Oriente Español de la calle Conde Montornés número 19 de Valencia (España). Su primer presidente era Vicente Femenía y Femenía y fue instalada por el Gran Maestro Regional de Levante, Isidro Sánchez.
La logia cesó sus actividades en la primavera de 1938 cuando las tropas franquistas rompieron el frente del Ebro, entrando en Vinaroz (Castellón) y quebrando las comunicaciones entre Barcelona y Valencia dejando el territorio bajo el control de la República partido en dos pedazos, siendo inminente la derrota.

### Exilio

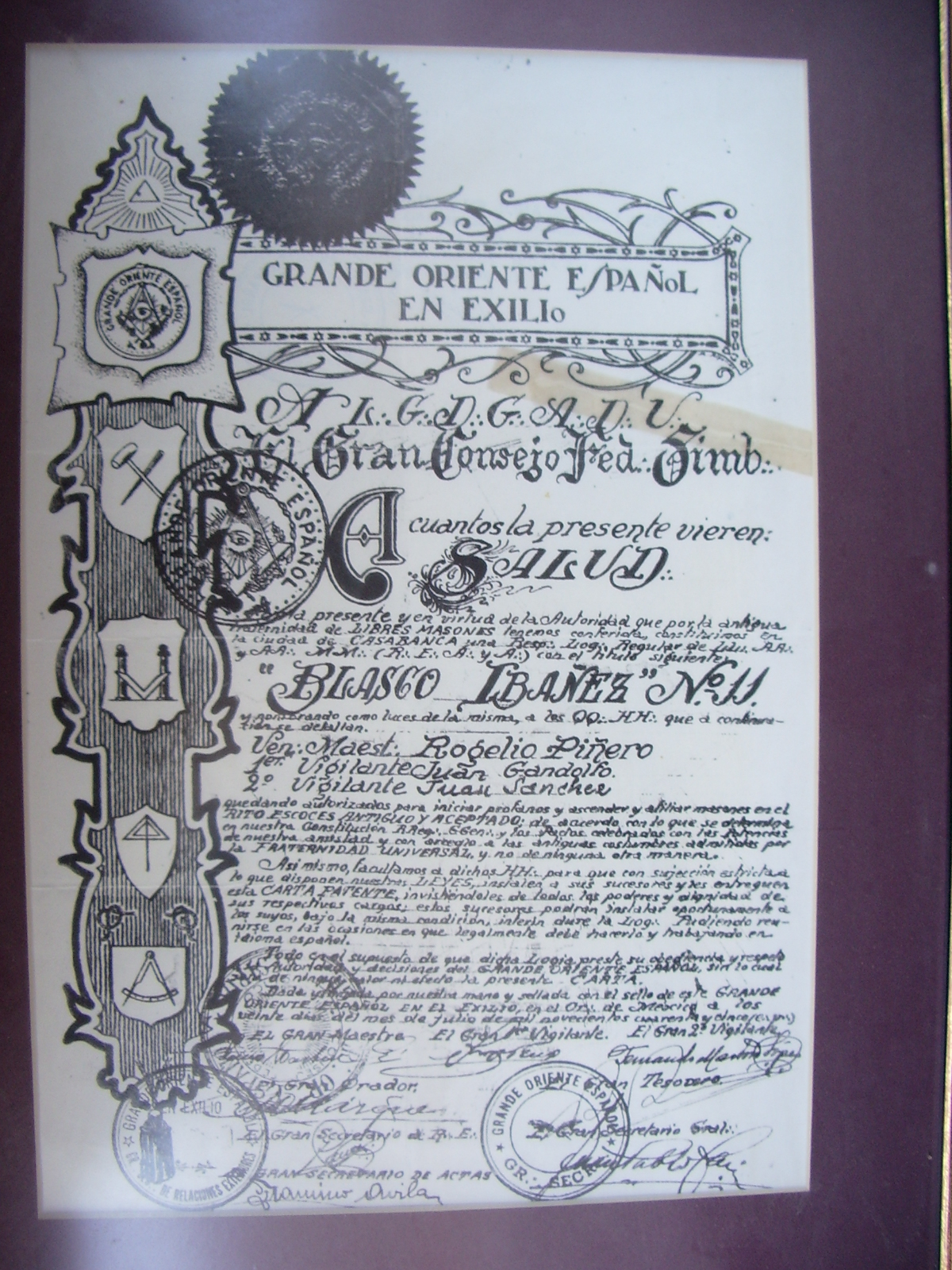
Documento del Gran Oriente Español en el exilio de México autorizando a la Logia Blasco Ibáñez a reunirse en Casablanca. [1941].

La logia se reestructura en 1941, en el protectorado francés de Casablanca, actual territorio de Marruecos, federada al Gran Oriente Español en el exilio mexicano. Y después cesa de nuevo su actividad, aunque fue mantenido el nombre y número de la logia en el exilio por los masones mexicanos y españoles exiliados.

### Regreso a España

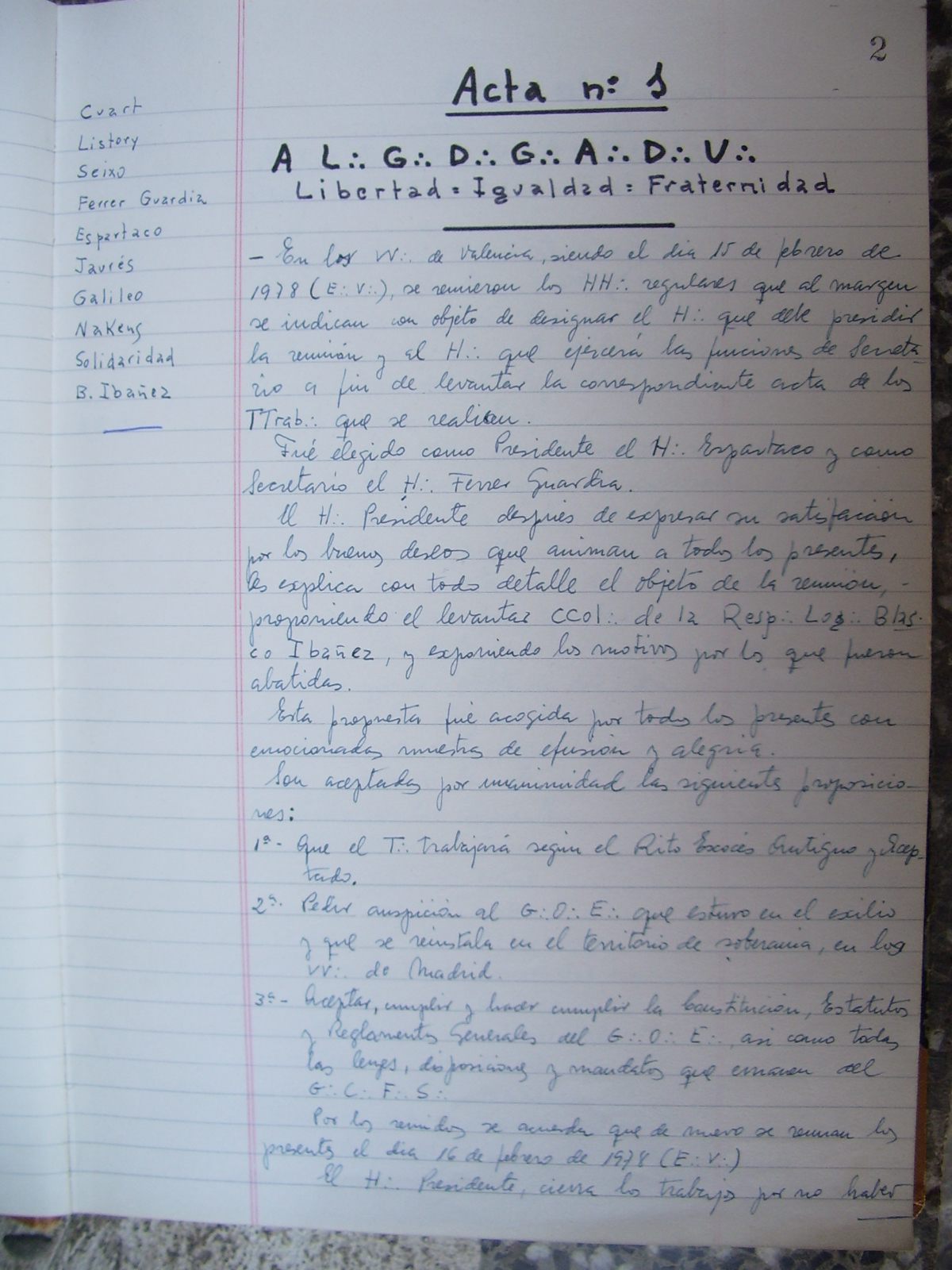
Acta n.º 1 de la Logia Blasco Ibáñez en el retorno a España con el advenimiento de la Democracia.

El 15 de febrero de 1978, solo 8 meses después de las elecciones post-franquistas y poco antes del referendo constitucional, la Logia Blasco Ibáñez se reorganiza de nuevo en su ciudad de origen. 

### Refundación adogmática, laica y europeísta
Los contactos con la logia La Concorde de Sens (Francia) federada al Gran Oriente de Francia, y los debates conjuntos sobre el laicismo en la masonería unidos a un cierto descontrol en la masonería española, provocaron que los miembros de la logia se plantearan un cambio sustancial en el método masónico. La logia empezó a urdir de qué modo podrían hacer evolucionar la logia hacia posturas más modernas, generando en primera instancia un hermanamiento con la logia La Concorde y como consecuencia de este hermanamiento y la situación masónica española se inclinaron a tomar la decisión, en aquel momento novedosa y revolucionaria, de romper las estructuras nacionales de los Grandes Orientes solicitando el ingreso en el Gran Oriente de Francia. Fue la primera logia de ciudadanos no franceses asentada fuera del territorio francés.
La logia impulsó el trabajo de expandir en España un modelo de masonería distinto al conocido históricamente en España, siendo cabeza y punta de lanza de la incorporación del Gran Oriente de Francia en territorio español.
Merced a ese impulso, se federaron a través de ella varias logias españolas más dentro del Gran Oriente de Francia: las logias Constante Alona de Alicante en 2002, Rosario de Acuña de Gijón en 2004 y Mare Nostrum de Barcelona en 2009.

## Actividad social
La logia Blasco Ibáñez colabora en las siguientes entidades civiles: 
- Unión de Familias Laicas
- Grupo de recuperación de la memoria histórica

## Proyectos
Desde el año 2000, la logia inició un proyecto que consiste en tener hermanamientos con logias de toda Europa para compartir debates sobre las situaciones sociales comunes, temas sobre Inmigración, Bioética, Paz, Educación, Lacismo, etc. Esta red de hermanamientos se compone actualmente de logias de Périgueux (Francia), Valencia (España), Lisboa (Portugal), Bruselas (Bélgica), Sens (Francia), y se está ampliando a logias de Rumanía, Italia, Grecia y República Checa.

## Premios Libertad, Igualdad, Fraternidad, Laicidad
En febrero de 2010, Logia Blasco Ibáñez, creó los premios “Libertad, Igualdad, Fraternidad, Laicidad”, nominados sobre la base de los valores masónicos y de carácter bienal. 
La edición 2010 Los premiados fueron:
- Premio Libertad: Andrés Perelló, Eurodiputado español, miembro del Comité Federal del PSOE y escritor
- Premio Igualdad: Fundación Pro-Dignity, fundación que tiene el objeto de la defensa de los derechos humanos.
- Premio Fraternidad: Logia Itaca, por su esfuerzo de crear la primera logia femenina en la Comunidad Valenciana
- Premio Laicidad: Cullera Laica, cuya finalidad es garantizar la libertad de pensamiento y conciencia de todas las personas, en reconocimiento a su esfuerzo por llevar las ideas laicas a la acción local

La edición 2012 Los premiados fueron
- Premio Libertad: Román de la Calle, por su trayectoria personal en defensa de las libertades y la dignidad personal.
- Premio Igualdad: Asociación Galesh, por su trabajo en la integración de las familias homoparentales.
- Premio Fraternidad: A la Logia Constante Alona y al Capítulo masónico Nueva Numancia
- Premio Laicidad: A la Asociación Europa Laica, por sus esfuerzos por el laicismo en España

La edición 2014 Los premiados fueron
- Premio Libertad: Jordi Évole, por su apuesta en pro de la libertad de expresión e información y por extensión en el apoyo que dio a las víctimas del metro de Valencia en el programa que presenta.
- Premio Igualdad: Ayuntamiento de Buñol, por la lucha y defensa por la igualdad social en su municipio con proyectos como la casa de acogida del municipio.
- Premio Fraternidad: A Dña. Ada Colau en condición de presidenta de la PAH (Plataforma Afectados por la Hipoteca), por ser un ejemplo social de fraternidad y solidaridad con los ciudadanos más desprotegidos.
- Premio Laicidad: A la asociación AVALL (Asociación de ateos y Librepensadores), por su defensa del librepensamiento de la sociedad actual.

La edición 2016 Los premiados fueron
- Premio Libertad: Grupo para la Recuperación de la Memoria Histórica de Valencia, por su incansable trabajo de identificar, exhumar y dignificar las fosas comunes de represaliados durante la guerra civil española y posterior dictadura de Francisco Franco.
- Premio Igualdad: Coordinadora Valenciana de ONGD (CVONGD), por sus esfuerzos en coordinar las diversas ONG de la Comunidad Valenciana mediante el diálogo, reflexión y trabajo conjunto dotarlas de mayor capacidad para conseguir sus objetivos.
- Premio Fraternidad: A las logias La Concorde (Sens-Francia) y Propagation Vraie Lumiere  (Tarbes-Francia) por su apoyo a implantación del Gran Oriente de Francia.
- Premio Laicidad: Ayuntamiento de Valencia y por representación del mismo a su alcalde D.Joan Ribó por implantar en sus recientes decisiones actitudes laicas.

## Enlaces
- Logia Blasco Ibáñez
- Logias españolas del Gran Oriente de Francia Archivado el 14 de julio de 2017 en Wayback Machine.

- Datos: Q5978348